# Deutsche Schule Santiago
Deutsche Schule Santiago (DS; spanisch Colegio Alemán de Santiago) ist eine private deutsche Auslandsschule in der chilenischen Hauptstadt Santiago de Chile mit etwa 2000 Schülern. Die Jahrgänge 7 bis 12 sowie die Verwaltung befinden sich im Stadtteil Las Condes, die Jahrgänge 1 bis 6 in Vitacura. Der zugehörige Kindergarten befindet sich neben der Abteilung Las Condes in Cerro Colorado. Hier gibt es einen Vor- und einen normalen Kindergarten, den Kinder bis zum Erreichen der ersten Klasse besuchen.

## Geschichte
Am 18. Oktober 1890 erfolgte die Gründung bei einer Versammlung der Mitglieder der deutschen Kolonie in Santiago. Ziel war eine nicht konfessionell gebundenen Schule, die die deutsche Sprache erhalten sollte. Der Schulbetrieb begann am 3. März 1891 mit 89 Schülern. Das erste Gebäude der Schule befand sich an der Kreuzung der Straßen Almirante Barroso und Santo Domingo im Stadtzentrum. Dann gab es mehrere Umzüge, die heutigen Gebäude werden seit 1988 und 1990 von der DS genutzt, die Vorschule gibt es seit 2012.
Am 20. Oktober 1991 besuchte der damalige deutsche Bundeskanzler Helmut Kohl die Schule, am 4. März 2025 Bundespräsident Frank-Walter Steinmeier.

## Besonderheiten
Nach der 6. Jahrgangsstufe müssen sich die Schüler entscheiden, ob sie den chilenischen oder den deutschen Bildungsgang belegen. Der deutsche Bildungsgang berechtigt zum Ablegen der deutschen Internationalen Abiturprüfung nach der 12. Klasse. Es besteht die Pflicht zum Tragen einer Schuluniform. Aufgenommen werden vor allem Kinder deutscher und deutschsprachiger Familien sowie Schüler mit deutschen Sprachkenntnissen. Die Schule verlangt Schulgeld: Die einmalige Aufnahmegebühr beträgt rund 2800 Euro, die Gebühren für ein Schuljahr betragen je nach Jahrgangsstufe 5800 bis 6100 Euro. Bei mehreren Kindern gibt es einen Geschwisterrabatt (Stand aller angegebener Daten: August 2017, Wechselkurs kann variieren). Die Schule bietet auch Arbeitsgemeinschaften an, die kostenpflichtig sind.

## Persönlichkeiten

### Schüler
- Walter Müller Hess (1894–1977), chilenischer Unternehmer und Diplomat
- Víctor González Maertens (1922–2012), chilenischer Politiker und Minister
- Tato Gomez (* 1953), chilenisch-deutscher Musikproduzent sowie Rock- und Popmusiker
- Roberto Yáñez (* 1974), deutsch-chilenischer Künstler und Dichter
- Francisca Prudencio, chilenische Sängerin
- Isabel Cademartori (* 1988), deutsche Politikerin (SPD)
- Melanie Paul (* 2000), deutsche Beachvolleyballerin

### Lehrer
- Wolf Kalz (1933–2018), deutscher Autor, Historiker und Künstler
- Bruno Osuch (* 1952), deutscher Lehrer und Schulfunktionär
- Jorge Pellicer (* 1966), chilenischer Fußballspieler und -trainer